# Евеліна Ганська
Евелі́на (Єва) Га́нська (пол. Ewelina Hańska; до шлюбу Жевуська (Ржевуська); 6 січня 1801 Погребище — 10 квітня 1882, Париж) — польська графиня та російська піддана (титул був підтверджений російською владою 18 листопада 1856 року).
Родинне гніздо однієї з гілок роду Жевуських — містечко Погребище на межі Подільської, Київської та Волинської губерній (нині Вінницька область). Батько Евеліни граф Адам Жевуський, київський губернський маршал. Після одруження у 1819 році з Вацлавом Ганським Евеліна отримала селище Верхівня (нині у Ружинському районі Житомирської області) як подарунок. Граф Вацлав Ганський мав 21 000 гектарів землі в Україні й понад три тисячі кріпаків. Він виконував обов'язки маршалка волинської шляхти, був магістром масонської ложі в Житомирі.

## Оноре де Бальзак

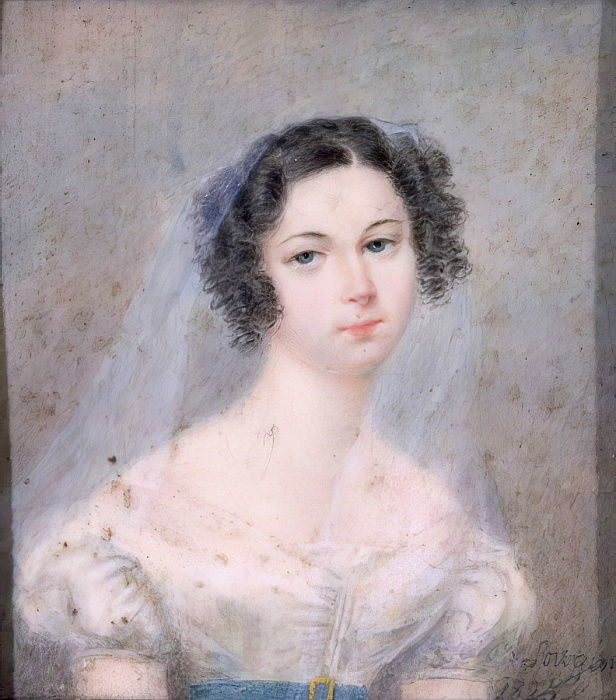

Перший лист від Евеліни Бальзак отримав у 1832 році, датований 28 лютим і підписаний «Іноземка». Авторка листа вихваляла талант Бальзака і злегка критикувала його. 7 листопада прийшов другий лист. «Іноземка» не відкривала свого імені, але обіцяла писати регулярно. 
|  | Для того, щоб нагадати йому про те, що в його душі живе «божественна іскра», вона вгадувала, що її улюблений автор має «ангельську душу», яка могла б зрозуміти «полум'яну душу», якою вона була вона наділена сама |

Іноземка просила опублікувати в газеті «Котідьен» (єдиною, яка була дозволена в Російській імперії) оголошення, що підтверджує отримання цього листа. Бальзак виконав її прохання, після цього Евеліна розкрила своє інкогніто. Письменник посилав пані Ганській листи через гувернантку її дочки в подвійному конверті. Вперше Оноре і Евеліна побачилися в жовтні 1833 року в Невшателі. Тоді ж Бальзак познайомився і з чоловіком Евеліни — Вацлавом Ганським. Роман у листах тривав протягом довгих 10 років.
Евеліна овдовіла в 1841 році, але ще довго не могла вийти заміж за Бальзака. За законами Російської імперії дати дозвіл на вступ в шлюб з іноземним підданим і на вивезення за кордон родового стану міг дати тільки сам імператор Микола I. Разом вони подорожували Європою (Італія, Бельгія, Німеччина), Бальзак, і в 1848 році вирушив до Парижа, через рік повернувся в Україну і приїхав в Погребище.
Боярином на весіллі був Густав Олізар. З Евеліною Ганською Олизар був родичем — ще в 1838 році за її двоюрідного брата він видав заміж свою дочку, Лілі. А вінчав Бальзака і Ганську брат дружини Олізара, прелат Ожаровський.
Рідні брати Ганської, які пишалися своїм знатним родом і багатством, вважали непристойним шлюб сестри з людиною зовсім не знатною. У 1846 р Евеліна видала свою дочку Анну за графа Георга Мнишека, одного з останніх представників знаменитого польського роду. Після церемонії Бальзак заявив Ганській: «Ура! Я зробив те, чого не зміг Бонапарт!… У твоїй особі я підкорив Росію».
Після весілля Евеліна назавжди покинула батьківщину. Коли подружжя приїхало в Париж, Бальзак був уже важко хворий. Евеліна віддано доглядала за ним.
Обтяжений боргами Бальзак зробив Ганську єдиною спадкоємицею. Вона могла відмовитися від спадщини, але воліла сплатити їх, на що витратила майже увесь особистий статок. Її дочка з чоловіком, продавши майже всі володіння в Російській імперії і
У 1851 році Евеліна Ганська познайомилася з художником Жаном Жигу, стосунки з ним тривали тридцять років, до її смерті.